# Proto-Science-Fiction
Proto-Science-Fiction oder Proto-SF ist ein literarischer Gattungsbegriff, der die Vorläuferwerke der Science-Fiction bezeichnet.
Zur Proto-SF werden solche Werke gerechnet, die zwar Merkmale der Science-Fiction aufweisen und/oder typische Sujets behandeln (Mondreisen, lenkbare Luftschiffe etc.), die aber zu einer Zeit erschienen, als Wissenschaft und Technik und deren Entwicklung noch keine gesellschaftsbestimmende Wirkung entfalteten, was als wesentliche Voraussetzung für die Entstehung des Genres gesehen wird. Diese in das alltägliche Leben eines jeden Einzelnen reichende Wirksamkeit war frühestens ab Ende des 18. Jahrhunderts gegeben.
Als ersten Science-Fiction-Roman und Ursprung des Genres hat Brian W. Aldiss in Billion Year Spree Mary Shelleys Frankenstein oder Der moderne Prometheus benannt, der 1818 erschienen ist. Zwischen dem Beginn des 19. Jahrhunderts und dem Ende des Zweiten Weltkriegs, als die amerikanische Science-Fiction zum Modell für Science-Fiction schlechthin wurde, gab es in den verschiedenen Literaturen durchaus eigenständige Entwicklungen mit entsprechenden Formen und Konventionen. Dazu gehören (mit ihren Hauptvertretern):
- die französische Voyage Extraordinaire (mit Jules Verne)
- der deutsche Zukunftsroman (mit Kurd Laßwitz und Hans Dominik)
- die britische Scientific Romance (mit H. G. Wells).

In den USA gab es eine Reihe von Vorläufern, insbesondere den Erfinderroman (Edisonade), meist als Groschenheft-Reihe erschienen, zum Beispiel als ersten dieser Form Edward S. Ellis’ The Steam Man of the Prairies (1868). 1926 mit dem Erscheinen von Hugo Gernsbacks Amazing Stories markiert dann den Beginn moderner Science-Fiction in den USA. Dieser Anfang war wiederum stark von britischen Autoren geprägt, insofern Gernsbach damit begann, in Amazing Stories zunächst die Werke von H. G. Wells nachzudrucken.

## Einige Werke der Proto-SF
Zur Proto-SF im engeren Sinn zählt man jene (früheren) Werke, die nicht zu einer der nationalliterarischen Vorläufergattungen gehören, insbesondere alle vor 1810 erschienenen einschlägigen Werke.
(chronologisch aufsteigend geordnet)
- Lukian von Samosata: Wahre Geschichten (Ἀληθῆ διηγήματα, 2. Jhdt.)
- Thomas Morus: Utopia (De optimo rei publicae statu deque nova Insula Utopia, 1516)
- Johann Valentin Andreae: Christianopolis (Reipublicae Christianopolitanae descriptio, 1619)
- Tommaso Campanella: Der Sonnenstaat (La città del Sole, 1623)
- Francis Bacon: Neu-Atlantis (Nova Atlantis, 1627)
- Johannes Kepler: Der Traum (Somnium, 1634)
- Francis Godwin: Der Mann im Mond (The Man in the Moone, 1638)
- Cyrano de Bergerac: Die Reise zum Mond (Les États et Empires de la Lune, 1657) und Die Reise zu den Mondstaaten und Sonnenreichen (Les États et Empires du Soleil, 1662)
- Margaret Cavendish: Die gleißende Welt (The Blazing World, 1666)
- Gabriel de Foigny:  La Terre australe connue (1676)
- Bernard de Fontenelle: Dialogen über die Mehrheit der Welten (Entretiens sur la pluralité des mondes, 1686)
- Gabriel Daniel:  Voyage du monde de Descartes (1692)
- Christiaan Huygens: Weltbeschauer, oder vernünftige Muthmaßungen, daß die Planeten nicht weniger geschmükt und bewohnet seyn, als unsere Erde (Cosmotheoros, 1698)
- Jonathan Swift: Gullivers Reisen (Gulliver’s Travels, 1726)
- Johann Gottfried Schnabel: Insel Felsenburg (1731–1743)
- Ludvig Holberg: Niels Klims unterirdische Reise (Nicolai Klimii iter subterraneum, 1741)
- Eberhard Christian Kindermann: Die Geschwinde Reise auf dem Lufft-Schiff nach der obern Welt (1744)
- De Béthune: Relation du monde de Mercure (1750)
- Voltaire: Mikromegas (Micromégas, 1752)
- Marie-Anne Robert: Voyages de Milord Céton dans les sept planettes, ou, Le nouveau mentor (1765)
- Louis-Sébastien Mercier: Das Jahr 2440: ein Traum aller Träume (L’An 2440, rêve s’il en fut jamais, 1771)
- Restif de la Bretonne: La Découverte australe par un homme volant, ou Le Dédale français (1781)
- Jean-Baptiste-Christophe Grainville: Der letzte Mensch (Le Dernier Homme, 1805)

Siehe auch Science-Fiction-Jahre vor 1810.